# Detlef Kirchhoff (Ruderer)
Detlef Kirchhoff (* 21. Mai 1967 in Halberstadt) ist ein ehemaliger Ruderer, der bis 1990 für die DDR antrat. Bei vier Olympiateilnahmen gewann er drei Medaillen. 1990, 1995 und 1998 siegte er bei den Ruder-Weltmeisterschaften.

## Karriere
Detlef Kirchhoff ruderte zunächst für die SG Dynamo Potsdam. 1984 und 1985 gewann er jeweils bei den Junioren-Weltmeisterschaften im Vierer mit Steuermann. 1986 nahm er zum ersten Mal an den Weltmeisterschaften in der Erwachsenenklasse teil und belegte mit dem DDR-Achter den fünften Platz. 1987 bildete Kirchhoff zusammen mit Mario Streit und Steuermann René Rensch einen Zweier mit Steuermann. Nach einem vierten Platz bei den Weltmeisterschaften 1987 gewann das Boot 1988 bei den Olympischen Spielen in Seoul die Silbermedaille hinter den italienischen Titelverteidigern Carmine und Giuseppe Abbagnale mit ihrem Steuermann Giuseppe Di Capua. Für diesen Erfolg wurde er mit dem Vaterländischen Verdienstorden in Silber ausgezeichnet. Nachdem Kirchhoff mit dem Zweier bei den Weltmeisterschaften 1989 den vierten Platz belegt hatte, wechselte er 1990 in den Vierer mit Steuermann. In der Besetzung Mario Grüssel, Stefan Schulz, Detlef Kirchhoff, Bernd Eichwurzel und Steuermann Hendrik Reiher siegte der Vierer bei den Weltmeisterschaften in Tasmanien. Der Vierer war neben dem Zweier ohne das einzige Männerboot, das beim letzten Auftritt der DDR-Rudernationalmannschaft einen Weltmeistertitel gewinnen konnte.
1991 war aus der SG Dynamo Potsdam die Potsdamer Ruder-Gesellschaft geworden. Kirchhoff gehörte im ersten Jahr nach der Wende nur dem deutschen B-Kader an. 1992 konnte er sich zusammen mit dem Rostocker Hans Sennewald für den von Ralf Holtmeyer zusammengestellten Deutschland-Achter empfehlen. Sennewald und Kirchhoff waren die ersten aus der DDR stammenden Ruderer in diesem Boot, Kirchhoff war mit seiner Körpergröße von 2,08 Meter auch der längste im Achter. Bei den Olympischen Spielen 1992 in Barcelona gewann das Boot die Bronzemedaille.
Dafür erhielt er am 23. Juni 1993 das Silberne Lorbeerblatt.
1993 bildeten Kirchhoff und Sennewald einen Zweier ohne Steuermann und gewannen bei den Weltmeisterschaften Silber hinter Matthew Pinsent und Steven Redgrave. 1995 saß Kirchhoff dann wieder im Deutschland-Achter und wurde in Tampere Weltmeister. Bei den Olympischen Spielen 1996 in Atlanta gewann der Deutschland-Achter mit Kirchhoff die Silbermedaille.
Nachdem der Achter 1997 bei den Weltmeisterschaften den fünften Platz belegt hatte, wechselte Kirchhoff wieder in den Zweier ohne Steuermann und gewann 1998 zusammen mit Robert Sens bei den Weltmeisterschaften in Köln. Nach einem sechsten Platz bei den Ruder-Weltmeisterschaften 1999 belegten Sens und Kirchhoff bei den Olympischen Spielen 2000 in Sydney nur den neunten Platz. Kirchhoff, der mittlerweile für den Berliner Ruder-Club startete, beendete seine Karriere nach den Olympischen Spielen in Sydney.